# Leptopsammia poculum
Leptopsammia poculum är en korallart som först beskrevs av Alcock 1902.  Leptopsammia poculum ingår i släktet Leptopsammia och familjen Dendrophylliidae. Inga underarter finns listade i Catalogue of Life.